# Trachyzancla histrica
Trachyzancla histrica är en fjärilsart som beskrevs av Turner 1917. Trachyzancla histrica ingår i släktet Trachyzancla och familjen praktmalar, Oecophoridae. Inga underarter finns listade i Catalogue of Life.